# Celui qui chante (compilation)
 (juillet 2017).
Si vous disposez d'ouvrages ou d'articles de référence ou si vous connaissez des sites web de qualité traitant du thème abordé ici, merci de compléter l'article en donnant les références utiles à sa vérifiabilité et en les liant à la section « Notes et références ».
Albums de Michel Berger
Double Jeu
(1992) Pour me comprendre
(2002)
Celui qui chante est une compilation de chansons écrites, composées et interprétées par Michel Berger, sortie, à titre posthume, en 1994. 

## Présentation
Cet enregistrement inclut des titres créés par son auteur ainsi que des reprises de chansons initialement créées par divers interprètes (France Gall, Françoise Hardy et Johnny Hallyday).
Cette compilation, éditée par WEA en 1994, rencontre un véritable succès commercial en France avec 1 005 200 exemplaires vendus, ce qui constitue la meilleure vente de Michel Berger.
L'album est certifié double et triple disque de platine, respectivement en 1997 et 2001.
La même année sont éditées, avec le même titre, une compilation double CD "best of" de 32 titres ainsi qu'un coffret "Intégrale" 11 CD + livret où l'on retrouve, également, toutes ces chansons.
La chanson Comme des loups (no 9) est un titre préalablement destiné à la comédie musicale Angelina Dumas (1974-1975), écrite, enregistrée puis finalement abandonnée, « ancêtre » de l’opéra-rock Starmania (1978).

## Liste des titres
Toutes les chansons sont écrites et composées par Michel Berger.
| 1.    | Pour me comprendre | 3:30 |
| 2.    | Celui qui chante | 3:10 |
| 3.    | Diego libre dans sa tête (Initialement interprété par France Gall en 1981)                                             | 2:40 |
| 4.    | Mademoiselle Chang | 4:46 |
| 5a.   | Quelque chose de Tennessee (Initialement interprété par Johnny Hallyday en 1985, enregistrement medley live d'origine) |      |
| 5b.   | Si maman si (Initialement interprété par France Gall en 1977)                                                          | 3:48 |
| 6.    | Seras-tu là ? | 3:42 |
| 7.    | Voyou | 4:36 |
| 8.    | Comme des loups (Titre inédit)                                                                                         | 3:20 |
| 9.    | Les Princes des villes                                                                                                 | 6:41 |
| 10.   | Quelques mots d'amour                                                                                                  | 3:37 |
| 11.   | Message personnel (Initialement interprété par Françoise Hardy en 1973)                                                | 2:37 |
| 12.   | La Groupie du pianiste                                                                                                 | 4:41 |
| 13.   | Laissez passer les rêves (duo de Michel Berger avec France Gall)                                                       | 5:09 |
| 14.   | Y'a pas de honte | 3:43 |
| 15.   | Chanter pour ceux qui sont loin de chez eux                                                                            | 3:42 |
| 16.   | Mon piano danse | 4:02 |
| 17.   | Le Paradis blanc | 4:56 |
| 18.   | La Minute de silence                                                                                                   | 4:26 |
| 73:05 | |      |

## Certifications
| Pays          | Année | Ventes certifiées | Certification |
| ------------- | ----- | ----------------- | ------------- |
| France (SNEP) | 1997  | 600 000           | 2 × Platine   |
| France (SNEP) | 2001  | 900 000           | 3 × Platine   |